# Cattleya angereri
La Cattleya angereri es una especie de orquídea litofita que pertenece al género de las Cattleya.

## Descripción
Es una orquídea de tamaño mediano, con hábitos de litofita. En un hábitat de veranos calurosos y las noches frías de invierno, que son típicamente secos, pero hay rocío diario en el invierno que proporciona nebulización ligera durante todo el invierno. Para cultivar, poner en un tiesto con un medio de bases rocosas como solita o aliflor y añadir un poco de helecho arbóreo triturado y luego colocar en un clima intermedio para fresco del medio ambiente con luz brillante indirecta y surgirá una inflorescencia erecta de 20 a 25 cm de largo,  racemosa con hasta 10 flores que aparecen en el invierno y principios de la primavera en el cultivo. Esta especie tiene un rizoma corto dando lugar a alargarse, cilíndrico, ligeramente espeso, los pseudobulbos basales llevan una sola hoja, apical y lanceolada.

## Distribución
Se encuentra bajo arbustos a una altitud de 1000-1300 metros al noreste de Minas Gerais en Brasil. 

## Taxonomía
Cattleya angereri fue descrita por (Pabst) Van den Berg  y publicado en Neodiversity: A Journal of Neotropical Biodiversity 3: 4. 2008.
Etimología
Cattleya: nombre genérico otorgado en honor de William Cattley orquideólogo aficionado inglés,
angereri: epíteto  otorgado a Angerer (recolectora brasileña de orquídeas del siglo XX)
Sinonimia
- Hoffmannseggella angereri (Pabst) V.P.Castro & Chiron
- Laelia angereri Pabst
- Sophronitis angereri (Pabst) Van den Berg & M.W.Chase	[1][4][5]